# Golden Gala
Die Golden Gala ist ein jährlich stattfindendes Leichtathletikmeeting, das im Olympiastadion in Rom ausgetragen wird. Es gehört zur Diamond League.
Die Golden Gala findet seit 1980 statt. Damals wurde sie auf Initiative des späteren italienischen IAAF-Präsidenten Primo Nebiolo ausgetragen, um den Athleten der damaligen NATO-Länder, die die Olympischen Spiele in Moskau boykottierten, einen stark besetzten Wettkampf zu bieten.
2021 wurde das Meeting aufgrund eines Fußball-Europameisterschaftsspiels von Rom nach Florenz verlegt.

## Weltrekorde
Bei der Golden Gala wurden schon einige Weltrekorde aufgestellt, von denen allerdings nur noch einer Bestand hat. Am 7. Juli 1999 lief Hicham El Guerrouj die Meile in 3:43,13 min. Ein zweiter Weltrekord gelang El Guerrouj ein Jahr zuvor über 1500 Meter.
Auch dem Franzosen Thierry Vigneron gelang das Kunststück, in zwei Jahren hintereinander in Rom einen Weltrekord aufzustellen. 1983 übersprang er im Stabhochsprung 5,83 m und behielt damit bis zum Mai 1984 den Weltrekord. Den Weltrekord, den er 1984 aufstellte, überbot Serhij Bubka noch im selben Wettbewerb um drei Zentimeter.
1983
- Stabhochsprung Männer: 5,83 m Thierry Vigneron (Frankreich)

1984
- Stabhochsprung Männer: 5,91 m Thierry Vigneron (Frankreich)
- Stabhochsprung Männer: 5,94 m Serhij Bubka (UdSSR)

1987
- 5000 Meter Männer: 12:58,39 min Saïd Aouita (Marokko)

1995
- 5000 Meter Männer: 12:55,30 min Moses Kiptanui (Kenia)

1998
- 1500 Meter Männer: 3:26,00 min Hicham El Guerrouj (Marokko)

1999
- 1 Meile Männer: 3:43,13 min Hicham El Guerrouj (Marokko)

2000
- Speerwurf Frauen: 68,22 m Trine Hattestad (Norwegen)

2008
- Stabhochsprung Frauen: 5,03 m Jelena Issinbajewa (Russland)

2020
- Stabhochsprung Männer: 6,15 m Armand Duplantis (Schweden/USA)

2023
- 1500 Meter Frauen: 3:49,11 min Faith Kipyegon (Kenia)

## Meetingrekorde

### Männer
| Art              | Rekord           | Athlet               | Herkunft                     | Datum              |
| ---------------- | ---------------- | -------------------- | ---------------------------- | ------------------ |
| 100 m            | 9,75 (+0,9 m/s)  | Justin Gatlin        | Vereinigte Staaten           | 4. Juni 2015       |
| 200 m            | 19,70 (+0,7 m/s) | Michael Norman       | Vereinigte Staaten           | 6. Juni 2019       |
| 400 m            | 43,62            | Jeremy Wariner       | Vereinigte Staaten           | 14. Juli 2006      |
| 800 m            | 1:42,79          | Wilson Kipketer      | Dänemark                     | 7. Juli 1999       |
| 1500 m           | 3:26,00          | Hicham El Guerrouj   | Marokko                      | 14. Juli 1998      |
| 3000 m           | 7:46,06          | Jack Buckner         | Vereinigtes Königreich       | 31. August 1984    |
| 5000 m           | 12:46,33         | Nicholas Kimeli      | Kenia                        | 9. Juni 2022       |
| 110 m Hürden     | 13,01 (+0,8 m/s) | Allen Johnson        | Vereinigte Staaten           | 7. Juli 1999       |
| 110 m Hürden     | 13,01 (−0,1 m/s) | Omar McLeod          | Jamaika                      | 10. Juni 2021      |
| 400 m Hürden     | 47,48            | Abderrahman Samba    | Katar                        | 31. Mai 2018       |
| 3000 m Hindernis | 7:54,31          | Paul Kipsiele Koech  | Kenia                        | 31. Mai 2012       |
| Hochsprung       | 2,41 m           | Mutaz Essa Barshim   | Katar                        | 5. Juni 2014       |
| Stabhochsprung   | 6,15 m           | Armand Duplantis     | Schweden/ Vereinigte Staaten | 17. September 2020 |
| Weitsprung       | 8,61 m (0,0 m/s) | Dwight Phillips      | Vereinigte Staaten           | 10. Juli 2009      |
| Dreisprung       | 17,96 m          | Pedro Pablo Pichardo | Kuba                         | 4. Juni 2015       |
| Kugelstoßen      | 22,49 m          | Ryan Crouser         | Vereinigte Staaten           | 30. August 2024    |
| Diskuswurf       | 70,72 m          | Kristjan Čeh         | Slowenien                    | 9. Juni 2022       |
| Hammerwurf       | 84,88 m          | Sergei Litwinow      | Sowjetunion                  | 10. September 1986 |
| Speerwurf        | 90,34 m          | Andreas Thorkildsen  | Norwegen                     | 14. Juli 2006      |

### Frauen
| Art              | Rekord             | Athlet             | Herkunft           | Datum              |
| ---------------- | ------------------ | ------------------ | ------------------ | ------------------ |
| 100 m            | 10,75 (+0,6 m/s)   | Marion Jones       | Vereinigte Staaten | 14. Juli 1998      |
| 100 m            | 10,75 (+0,4 m/s)   | Kerron Stewart     | Jamaika            | 10. Juli 2009      |
| 200 m            | 21,91 (+1,3 m/s)   | Shericka Jackson   | Jamaika            | 9. Juni 2022       |
| 400 m            | 49,17              | Marita Koch        | DDR                | 10. September 1986 |
| 800 m            | 1:55,69            | Pamela Jelimo      | Kenia              | 11. Juli 2008      |
| 1500 m           | 3:49,11            | Faith Kipyegon     | Kenia              | 2. Juni 2023       |
| 3000 m           | 8:23,96            | Olga Jegorowa      | Russland           | 29. Juni 2001      |
| 100 m Hürden     | 12,24 (−0,4 m/s)   | Ackera Nugent      | Jamaika            | 30. August 2024    |
| 400 m Hürden     | 52,43              | Femke Bol          | Niederlande        | 2. Juni 2023       |
| 3000 m Hindernis | 8:44,39            | Winfred Yavi       | Bahrain            | 30. August 2024    |
| Hochsprung       | 2,03 m             | Jelena Slessarenko | Russland           | 2. Juli 2004       |
| Hochsprung       | 2,03 m             | Hestrie Cloete     | Südafrika          | 2. Juli 2004       |
| Hochsprung       | 2,03 m             | Blanka Vlašić      | Kroatien           | 10. Juni 2010      |
| Hochsprung       | 2,03 m             | Chaunté Lowe       | Vereinigte Staaten | 10. Juni 2010      |
| Stabhochsprung   | 5,03 m             | Jelena Issinbajewa | Russland           | 13. Juli 2007      |
| Weitsprung       | 7,23 m (−0,3 m/s)  | Marion Jones       | Vereinigte Staaten | 14. Juli 1998      |
| Dreisprung       | 15,29 m (+0,3 m/s) | Yamilé Aldama      | Kuba               | 11. Juli 2003      |
| Kugelstoßen      | 21,03 m            | Valerie Adams      | Neuseeland         | 31. Mai 2012       |
| Diskuswurf       | 68,93 m            | Sandra Perković    | Kroatien           | 31. Mai 2018       |
| Speerwurf        | 68,66 m            | Barbora Špotáková  | Tschechien         | 10. Juni 2010      |